# エウリドメ (衛星)
エウリドメ（英語：Eurydome、確定番号：Jupiter XXXII）は木星の第32衛星である。
2001年12月9日に、スコット・S・シェパードが率いるハワイ大学の観測チームによって発見され、S/2001 J 4 という仮符号が与えられた。観測にはカナダ・フランス・ハワイ望遠鏡、ハワイ大学の望遠鏡が用いられ、その他の10個の新しい木星の衛星の発見とあわせて、2002年5月15日に小惑星センターのサーキュラーで公表された。その後2003年8月8日に、ギリシア神話のゼウスの恋人に因んで命名され、Jupiter XXXII という確定番号が与えられた。
エウリドメの見かけの等級は22.7であり、アルベドを0.04と仮定した場合、エウリドメの直径はおよそ 3 km と推定される。また、密度を 2.6 g/cm3 と仮定した場合、質量はおよそ 4.5 ×1013 kg と推定される。エウリドメは、木星から2300万〜2400万km前後の距離を逆行軌道で公転し、軌道傾斜角が 145°〜158° 程度の不規則衛星のグループであるパシファエ群に属している。